# Sevim Tekeli
Sevim Tekeli (Esmirna, 22 de diciembre de 1924) es una destacada profesora turca de Historia de la Ciencia.

## Trayectoria
Tekeli recibió educación primaria en diferentes ciudades de Turquía ya que su padre, Osman Nuri Tekeli, trabajaba como gobernador en varias provincias. Se graduó en la Escuela Superior de Niñas de Uskudar.
Obtuvo una licenciatura en filosofía en la Universidad de Ankara. Ella se sintió atraída por la historia de la ciencia durante sus estudios de licenciatura bajo la influencia de Aydin Sayili.
Comenzó su carrera como asistente de investigación del Profesor Doctor Aydın Sayılı en el Departamento de Filosofía de la Universidad de Ankara en 1952.

## Trabajos
Las obras de Tekeli se centran principalmente en la historia de la astronomía otomana, particularmente en las obras del famoso astrónomo Taqi al Din.
Cuando la profesora Tekeli comenzó sus estudios de doctorado, fue muy difícil encontrar estudios y materiales científicos en Turquía sobre la historia de la ciencia otomana. Ella decidió superar tales problemas. Finalmente, Tekeli venció todos estos desafíos y completó su tesis doctoral, "La comparación de los instrumentos de observación de Nasir al Din al Tûsî, Tycho Brahe y Taqi al Din", bajo la supervisión de Aydın Sayılı en 1956. Su tesis doctoral en la que hizo comparaciones entre Nasir al Din al Tûsî, Tycho Brahe y Taqi al Din en términos de los instrumentos de observación que habían utilizado se publicó más tarde con el mismo título.
También se interesó en el desarrollo del esfuerzo científico en la Europa occidental del siglo XVII y así mismo en la comparación de los desarrollos en Rusia en ese momento y en el Imperio Otomano en términos de actividades científicas y logros. También examinó los efectos del Imperio Otomano en el Renacimiento . Analizó particularmente las razones detrás de la superioridad y el liderazgo del Imperio Otomano en el mundo islámico a principios del siglo XVII.
Continuó su investigación sobre Taqi al Din y publicó otro libro, Las estrellas más brillantes de la construcción de los relojes mecánicos, que se basó en su tesis doctoral. En este libro, reveló que Taqi al Din fue uno de los astrónomos más importantes del siglo XVI. También tiene estudios sobre el mapa de Piri Reis y Muhyi al Din . Fue una de los primeras eruditas turcas que descubrió las actividades de astronomía durante el período de los otomanos.

### Artículos
Algunos de sus artículos son los siguientes: 
- (1970). Al Urdi's Article on the Quality of the Observations. Araştırma 8.
- (1980).The Observational Instruments of Istanbul Observatory. Proceedings of the International Symposium on the Observatories in Islam, pp. 33,43.
- (1985). The map of America by Pîrî Reîs. New Dictionary of Scientific Biography.
- (2008). Al-Khujandī, Abū Maḥmūd Ḥāmid Ibn Al-Khiḍr. Complete Dictionary of Scientific Biography.
- (2008). Pirī Rais (or Re’is), Muḥyī Al-Dīn. Complete Dictionary of Scientific Biography.
- (2008). Muḥyi ’L-Dīn Al-Maghribī. Complete Dictionary of Scientific Biography.

### Libros
(1975). Modern bilimin doğuşunda Bizansʾın etkisi? = Is there any impact of Byzantine on the emergence of modern science?, First Edition, Ankara: Kalite Publishing.
(1985). İlk Japon haritasını çizen Türk Kaşgarlı Mahmud ve Kristof Kolomb'un haritasına dayanarak en eski Amerika Haritasını çizen Türk Amiralı Piri Reis = The oldest map of Japan drawn by a Turk Mahmud of Kashgar and the map of America by Piri Reis, Ankara: Atatürk Kültür Merkezi.
(2002). 16’ıncı yüzyılda Osmanlılarda saat ve Takiyüddin’in “mekanik saat konstrüksüyonuna dair en parlak yıldızlar = The clocks in Ottoman Empire in 16th century and Taqi al Din’s the brightest stars for the construction of the mechanical clocks. Second edition, Ankara: T. C. Kültür Bakanlıgi.
Tekeli, Sevim et al. (2007). Bilim tarihine giriş = An introduction to the history of science, Ankara: Nobel Publishing.